# Saison 9 de Famille d'accueil
Chronologie
Saison 8 Saison 10
Cet article présente les épisodes de la neuvième saison de la série télévisée française Famille d'accueil (2001-2016).

## Distribution

### Acteurs principaux
- Virginie Lemoine : Marion Ferrière
- Christian Charmetant : Daniel Ferrière
- Lucie Barret : Charlotte Ferrière
- Samantha Rénier : Juliette Ferrière
- Smaïl Mekki : Khaled
- Doriane Louisy Louis-Joseph : Louise Ferrière
- Antoine Ferey : Tim Ferrière
- Ginette Garcin : tante Jeanne

### Acteurs récurrents
- Delphine Serina : Élise, ex de Daniel et mère de Valentin
- Gari Kikoïne : Valentin, fils d'Élise et Daniel
- Philippe Laudenbach : Aurélien, ami de tante Jeanne

## Épisodes

### Épisode 1:Hors jeu
- France : 2011 sur France 3

### Épisode 2:Clair de ronde
- France : 2011 sur France 3

Marion accepte d'accueillir Ludivine, 11 ans, qui a été victime d'un sérieux malaise à la piscine. Les services sociaux en viennent à soupçonner des carences éducatives de la part de sa mère. En effet, la jeune fille souffre d'obésité et se montre extrêmement complexée. L'isolement que ses camarades de classe lui imposent est une source de mal-être pour Ludivine. Peu à peu, elle se lie d'amitié avec Marion.

### Épisode 3:Alerte Enlèvement(partie 1)
- France : 2011 sur France 3

Jordan est un adolescent plein de vie, âgé d'à peine 14 ans. Lorsqu'il arrive en France pour visiter Paris, il est loin de s'imaginer l'enfer qui l'attend. En effet, à peine arrivé dans la capitale française, il constate que son père a été enlevé. Sous le choc, il tente de comprendre. Les autorités le placent dans une famille d'accueil. Ce sont les Ferrière qui sont chargés de lui offrir un cadre de vie quotidien. Jordan en veut au monde entier. Il refuse d'accepter l'évidence. Son père a disparu et personne n'a d'explication à lui fournir. Malgré leurs efforts, Marion et Daniel ont bien du mal à lui prodiguer toute l'affection dont il a besoin.

### Épisode 4:Alerte Enlèvement(partie 2)
- France : 2011 sur France 3

Jordan demeure sous le choc. Sa vie s'est littéralement écroulée sous ses pieds. Ses repères se sont volatilisés. L'adolescent doit cependant se reconstruire. Lorsque le juge décide de le confier à des parents éloignés, sa vraie famille, il panique. Les Ferrière ne peuvent s'y opposer. Ces gens s'avèrent être des inconnus pour Jordan. Comment les accepter ? Comment les aimer ? Heureusement, pour faire le lien au milieu de ce champ de ruines, il y a une fillette de 9 ans.

### Épisode 5:Sortir de l'ombre
- France : 2011 sur France 3

Bilal vient d'un mauvais quartier et espère se reconstruire chez les Ferrière.

### Épisode 6:Bad Girl
- France : 2011 sur France 3

Angel est confiée à Marion par sa mère. C'est une  bonne élève mais elle est violente. Elle fait partie d'une bande de filles d'un quartier. Elle doit blesser une fille d'une autre bande. Mais les conséquences de son acte sont dramatiques.
Cela la fera réfléchir et changer.
Charlotte est à 7 mois de grossesse. À la fin de l'épisode, elle a des contractions. 

### Épisode 7:Une vraie famille
- France : 2011 sur France 3

### Épisode 8:Pimprenelle
- France : 2011 sur France 3

Ilona Bachelier (Pimprenelle)
Pimprenelle a 13 ans et vient de découvrir que son père n'est pas son géniteur biologique. En effet, est a été conçue par insémination artificielle avec don de sperme. Elle demande alors à être placée en famille d'accueil le temps de retrouver son père biologique, mais la jeune fille se heurte à la législation protégeant l'anonymat des donneurs. Fâchée avec ses parents, elle refuse alors de rentrer chez elle. 